# C'est la vie (festival)
Pour les articles homonymes, voir C'est la vie.
Le C'est la vie est un festival annuel de théâtre de rue et de musique organisé à Emmen, aux Pays-Bas.

## Histoire
Organisé pour la première fois en 1995, le festival se compose de deux parties de la journée. L'après-midi, des représentations de théâtre de rue ont lieu à différents endroits, et le soir, des représentations musicales ont lieu sur différentes scènes. Le festival coïncide avec la foire d'été de l'Emmen et a lieu chaque année un dimanche à la fin du mois de juillet.
L'événement naît de l'annulation du festival cycliste De Gouden Pijl dans les années 1990. Peter IJpelaar, propriétaire du café De Taveerne à l'époque, lance le festival avec le soutien du VVV local et d'autres entreprises de restauration. Le premier festival, en 1995, attire de grands noms comme Marco Borsato et Grant and Forsyth, et comprend sept scènes, une foire et un marché aux puces. Quelques années plus tard, le théâtre de rue a été ajouté au programme, qui connait un grand succès dès le début. 
La responsabilité de la programmation musicale passe de la fondation C'est la vie à l'industrie hôtelière Emmer. Il en résulte un programme varié en soirée, tandis que la fondation se concentre sur le programme de jour avec le théâtre de rue.
Le festival revient en 2022 après une interruption de deux ans due à la pandémie de Covid-19. 

## Incidents
Lors de l'édition 2011, une audition révèle que Joshua K. voulait faire exploser une bombe pyrotechnique dans un champ ouvert à proximité pendant le festival. Cependant, la bombe explose prématurément à son domicile, causant d'importants dégâts dans le quartier de Rietlanden.